# Halosenniemi

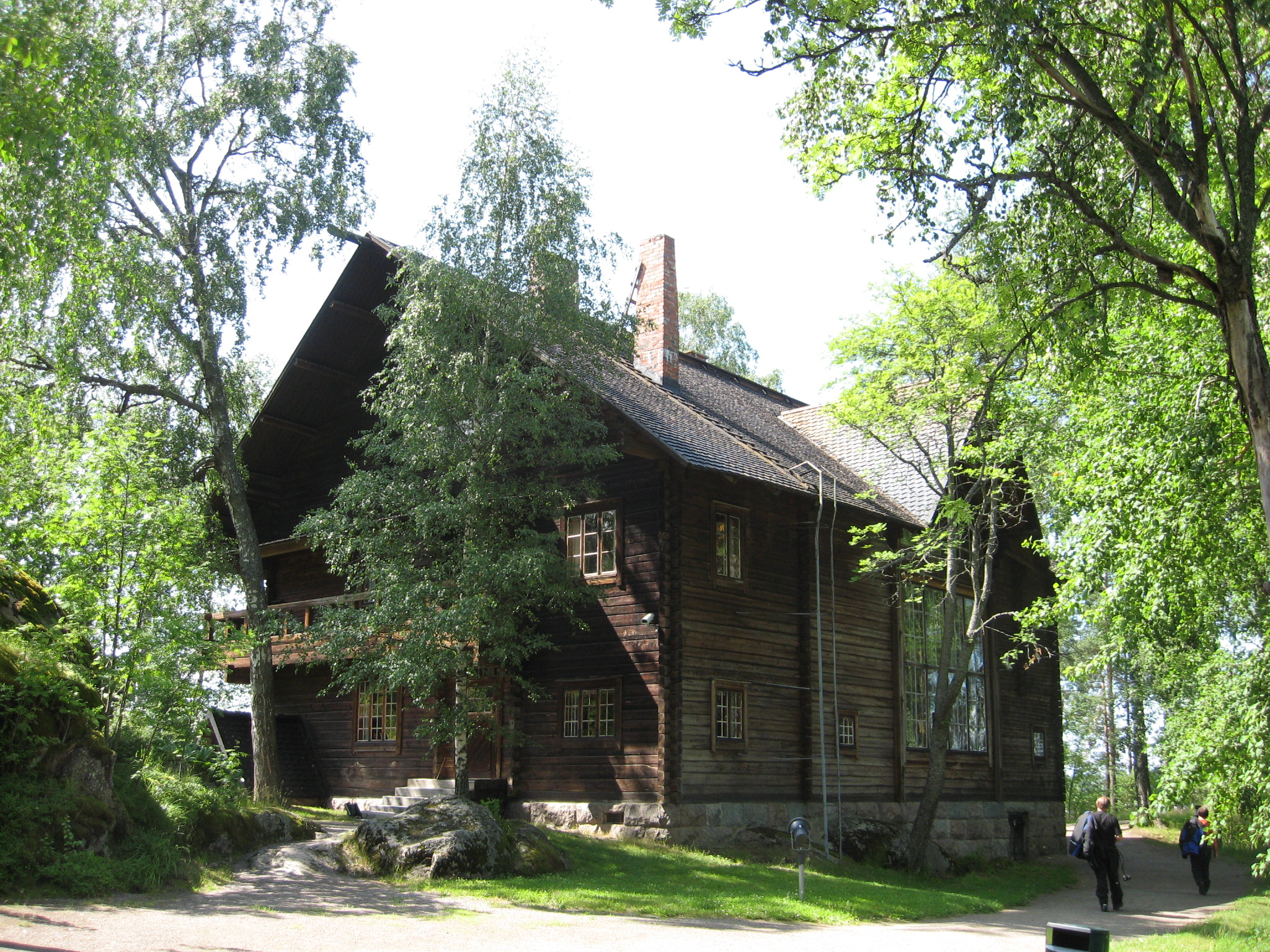
Halosenniemi

Halosenniemi est la maison et l'atelier de Pekka Halonen situé à Tuusula, en Finlande.

## Description
Le bâtiment, construit en 1902, situé presque en bordure du Tuusulanjärvi,
acheté par la ville de Tuusula en 1949, est de nos jours un musée. 
L’atelier et le jardin ont été restaurés pour garder leur cachet d'origine,.
Halosenniemi est aussi une galerie d'art accueillant des expositions temporaires.